# Plecoptera reussi
Plecoptera reussi är en fjärilsart som beskrevs av Felix Bryk 1915. Plecoptera reussi ingår i släktet Plecoptera och familjen nattflyn. Inga underarter finns listade i Catalogue of Life.